# Benthodesmus neglectus
Benthodesmus neglectus är en fiskart som beskrevs av Parin, 1976. Benthodesmus neglectus ingår i släktet Benthodesmus och familjen Trichiuridae. Inga underarter finns listade.